# Song Yuqi
Song Yuqi, conosciuta soprattutto con il mononimo Yuqi (cinese tradizionale: 宋雨琦; cinese semplificato: 宋雨琦; pinyin: Sòng Yǔqí; hangul: 송우기; Pechino, 23 settembre 1999), è una cantante cinese.

## Biografia
Song Yuqi è nata a Pechino il 13 settembre 1999. Ha debuttato con le (G)I-dle insieme a Cho Miyeon, Minnie, Seo Soojin, Jeon Soyeon e Yeh Shuhua.

## Carriera
È attiva come solista sia in Cina che in Corea del Sud, come parte del girl group (G)I-dle, con cui ha esordito nel maggio 2018. In televisione ha fatto parte del cast del varietà cinese Keep Running (奔跑吧; Bēnpǎo Ba) dal 2019 al 2021 ed ha presentato la prima stagione (settembre 2020-maggio 2021) del reality show sudcoreano Learn Way (런웨이) in onda su KakaoTV.
Nel maggio 2021 ha esordito da solista con il singolo A Page, cantato in lingua inglese.

## Discografia

### Solista

#### EP
- 2024 – Yuq1

#### Album singoli
- 2021 – A Page
- 2023 – Grey Track

#### Singoli
- 2021 – Giant
- 2021 – Bonnie & Clyde
- 2024 – Could It Be
- 2024 – Freak

#### Collaborazioni
- 2023 – Hate Rodrigo (Choi Ye-na con Yuqi)
- 2023 – Fire! (Alan Walker con Yuqi e Jvke)

#### Colonne sonore
- 2019 – 造亿万吨光芒 (con Angelababy, Li Chen, Zheng Kai, Zhu Yawen, Wang Yanlin e Lucas Wong; Keep Running OST)
- 2019 – Happy Seasoning (Please Pay Attention Visitors OST)
- 2021 – VVS (con il cast; Stage Boom OST)
- 2023 – Sweet Dream (con Miyeon; Love to Hate You OST)
- 2023 – Not Cinderella (con HypeerTime; I Wasn't the Cinderella OST)
- 2023 – How to Twerk (prodotta da Czaer; con Miyeon; Street Woman Fighter 2 OST)
- 2023 – Making Waves (Rising With the Wind OST)
- 2024 – Bad Liar (Vuoi sposare mio marito? OST)

## Videografia

### Solista
- 2021 – Giant
- 2021 – Bonnie & Clyde
- 2024 – Could It Be
- 2024 – Freak